# Alfonso Tamayo
Alfonso Tamayo (Barcelona, España) es un historietista español.
Alfonso Tamayo estudió Bellas Artes (especialidad de pintura) en la Universidad de Barcelona y lleva dibujando tebeos desde los años ochenta. Inició con varios compañeros el fanzine Sólo para locos, y empezó a aparecer en publicaciones como Madriz o Medios Revueltos. 
En 1990 comenzó su participación en la revista "Makoki", y durante los años noventa publicó varios álbumes en editoriales como El Pregonero, Ediciones del Khan, La Factoría de Ideas o Amaníaco Ediciones, además de colaborar con múltiples revistas de cómic como "El Víbora", "TMEO", "Monográfico", "Tótem", "Viñetas" , "Cretino" o "Nosotros somos los muertos" entre otras.
Sus personajes dibujados con cabezas casi inexistentes, le convierten en uno de los dibujantes más característicos del cómic de humor actual en España. Sus historietas navegan por el surrealismo. Son contundentes, sin efectismos, llenas de personajes delirantes, al borde de la demencia, como Super Bobo, Los Cube Heads, Doña Catalina, Zombo, Matías y Lolo Ciber, con influencia, como el propio autor mantiene, de grandes genios del humor gráfico como Chumy Chumez, El roto o Edika.
Tamayo compagina el cómic con la pintura y la docencia. Ha impartido talleres y seminarios en lugares como FAK D' ART o la escuela JOSO, y ha expuesto su obra pictórica en Barcelona, Zaragoza, Madrid, Valencia, Angoulême y La Louviêre (Francia).

## Álbumes
- ¿ESTAMOS MUERTOS?. El Pregonero.
- PENURIAS CRISTIANAS. El Pregonero.
- ¡MAÑANA ES DOMINGO Y VIENE PERINGO!. El Pregonero.
- MATEMÁTICAS PARA INICIADOS. Ediciones del Khan.
- TERRÁQUEOS. 1999, La Factoría de ideas.
- VIP´S. 2007, Amaníaco Ediciones.
- DOCTOR GÓMEZ. 2008, Borobiltxo libros.
- POCHO MONDO. 2009, Ezten Kultur Taldea.